# 尾道市立日比崎小学校
尾道市立日比崎小学校（おのみちしりつ ひびざきしょうがっこう）は、広島県尾道市日比崎町にある公立小学校。
栗原川西岸の丘の中腹に位置し、更に背後の山上には尾道市立日比崎中学校がある。

## 沿革
- 1953年（昭和28年）4月1日 - 開校。
- 1955年（昭和30年）10月12日 - 校旗・校歌・校章制定。
- 1990年（平成2年）9月 - 旧校舎を解体。
- 1992年（平成4年）3月 - 新校舎完成。
- 2010年（平成22年）3月 - プレハブ新校舎完成。

## 通学区域
- 尾道市
  - 新浜1丁目（一部）、天満町、三軒家町、栗原西一丁目（一部）、栗原東一丁目（一部）、潮見町、日比崎町、吉浦町（一部）、平原1～4丁目

卒業生は基本的に尾道市立日比崎中学校へ進学する。通学区域の詳細は通学区域一覧を参照。

## 周辺
- 尾道市立日比崎中学校
- 尾道栗原郵便局
- 国道184号
- 栗原川

## アクセス
- JR山陽本線 尾道駅から北西へ700m
- おのみちバス 日比小前にて下車